# Eros Riccio
Eros Riccio (Lucca, 1 de diciembre de 1977) es un ajedrecista italiano. Él es Gran Maestro Internacional de ajedrez por correspondencia, campeón de Ajedrez avanzado, vicecampeón de Europa y medalla de bronce olímpica con el equipo nacional italiano ICCF y campeón del mundo FICGS. Él es también el autor de un libro personal de aperturas de ajedrez, llamado Sikanda.

## Carrera de Ajedrez
Como primer ajedrecista de la nacional italiana por correspondencia ha participado en numerosos torneos como la Champions League y Mare Nostrum y sobre todo en la final del séptimo Campeonato de Europa con Italia en plata y la XVII Olimpiada con Italia en bronce.
Ganó un campeonato italiano de ajedrez por correo electrónico y tres campeonatos de ajedrez por correspondencia.

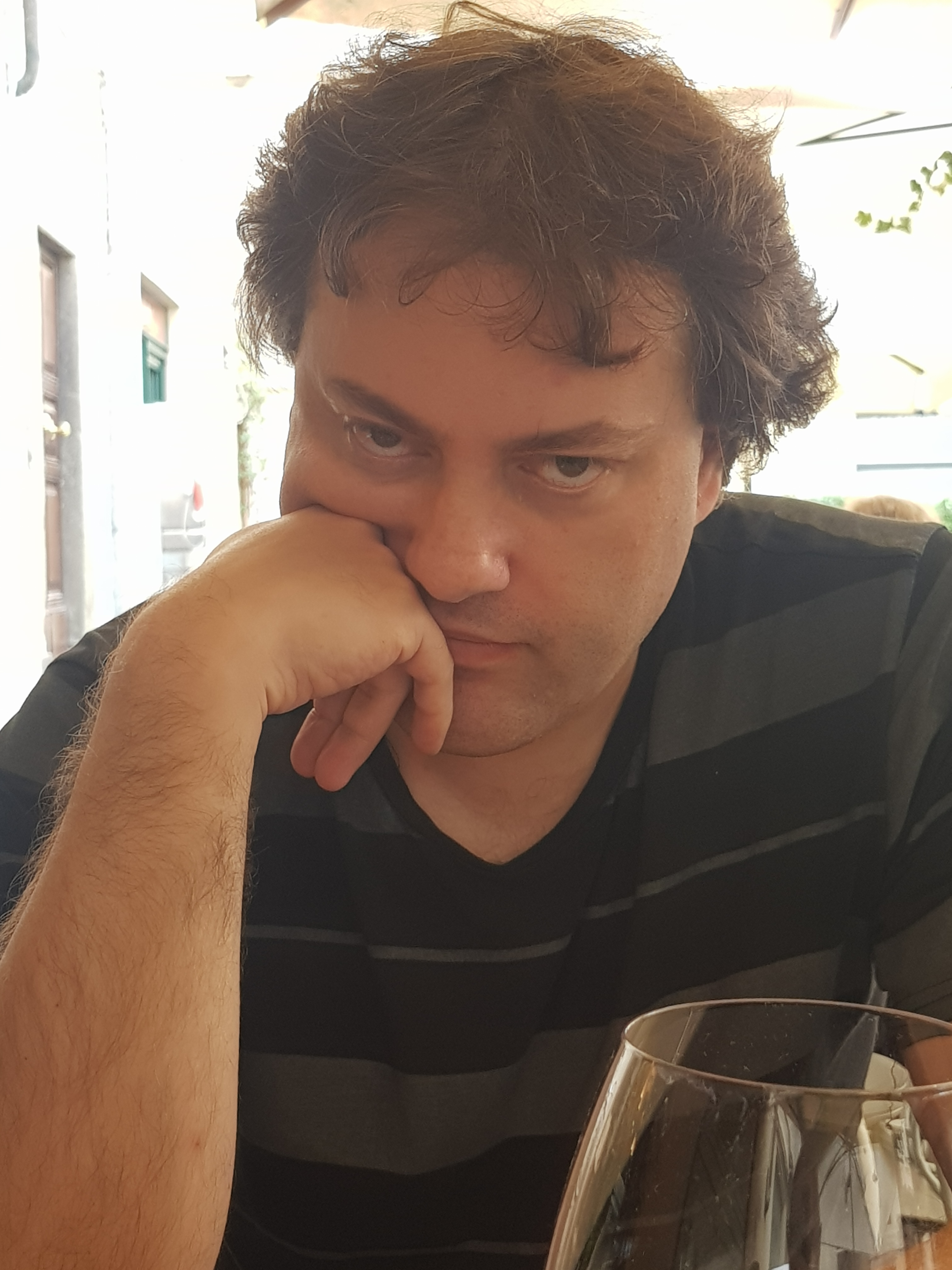
Eros Riccio en 2020

Como el autor del libro de aperturas "Sikanda", ha participado en dos campeonatos del mundo de Ajedrez por computadora, y por encima de todos en los torneos de Ajedrez avanzado. Después de la victoria en el octavo PAL / CSS Freestyle Tournament, patrocinado por el Grupo PAL en Abu Dabi y por ChessBase, Riccio ha ganado muchos torneos de esta especialidad en las que participó (Computer Bild Spiele Schach Turnier, Welcome Freestyle Tournament, Christmas Freestyle Tournament, IC Freestyle Masters 2009 y Infinity Freestyle Tournament) y es considerado el número uno del mundo para esta especialidad de ajedrez. En efecto, con base en los resultados obtenidos en los torneos de ajedrez avanzado, fue desarrollado por Infinity Chess una especial clasificación Elo para los centauros, que ve el primer lugar Sephiroth (Eros Riccio) con 2755 puntos Elo.
Con FICGS ganó la primera y la tercera edición del Chess Freestyle Cup y 14 campeonatos del mundo consecutivos.
En 2009, venció el clúster del equipo Rybka "Rechenschieber", un monstruo compuesto de impresionantes 55 computadoras de alta velocidad que funcionan como una poderosa computadora, y venció también el equipo "Highendman", que había sido el único, antes de él, que logró derrotar al grupo de Rybka.
En 2021 tiene un Elo ICCF de 2640 puntos y es el primero en la clasificación italiana y 4.º en la clasificación mundial.